# Romantický thriller

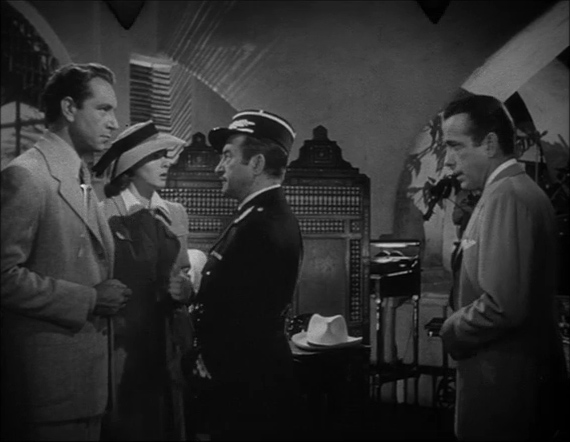
Film Casablanca (1942)

Romantický thriller je jeden z filmových žánrů. Obsahem romantického thrilleru jsou prvky romantického žánru a žánru thriller, které se kombinují. Cílem je tedy vyvolat v divákovi silné napětí a zároveň dojetí lásky. Příkladem romantického thrilleru může být film Velmi nebezpečné známosti (1999) nebo Drákula (1992).